# عضلة معينية كبيرة
العضلة المعينية الكبيرة (باللاتينية: musculus rhomboideus major) في علم تشريح الإنسان، هي عضلة تصل عظم الكتف بالفقرات.

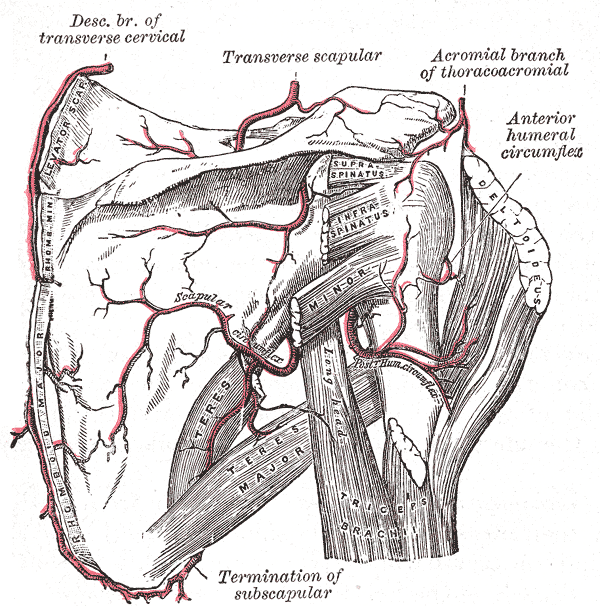
The scapular and circumflex arteries. Rhomboid major labelled at lower left.

## صور

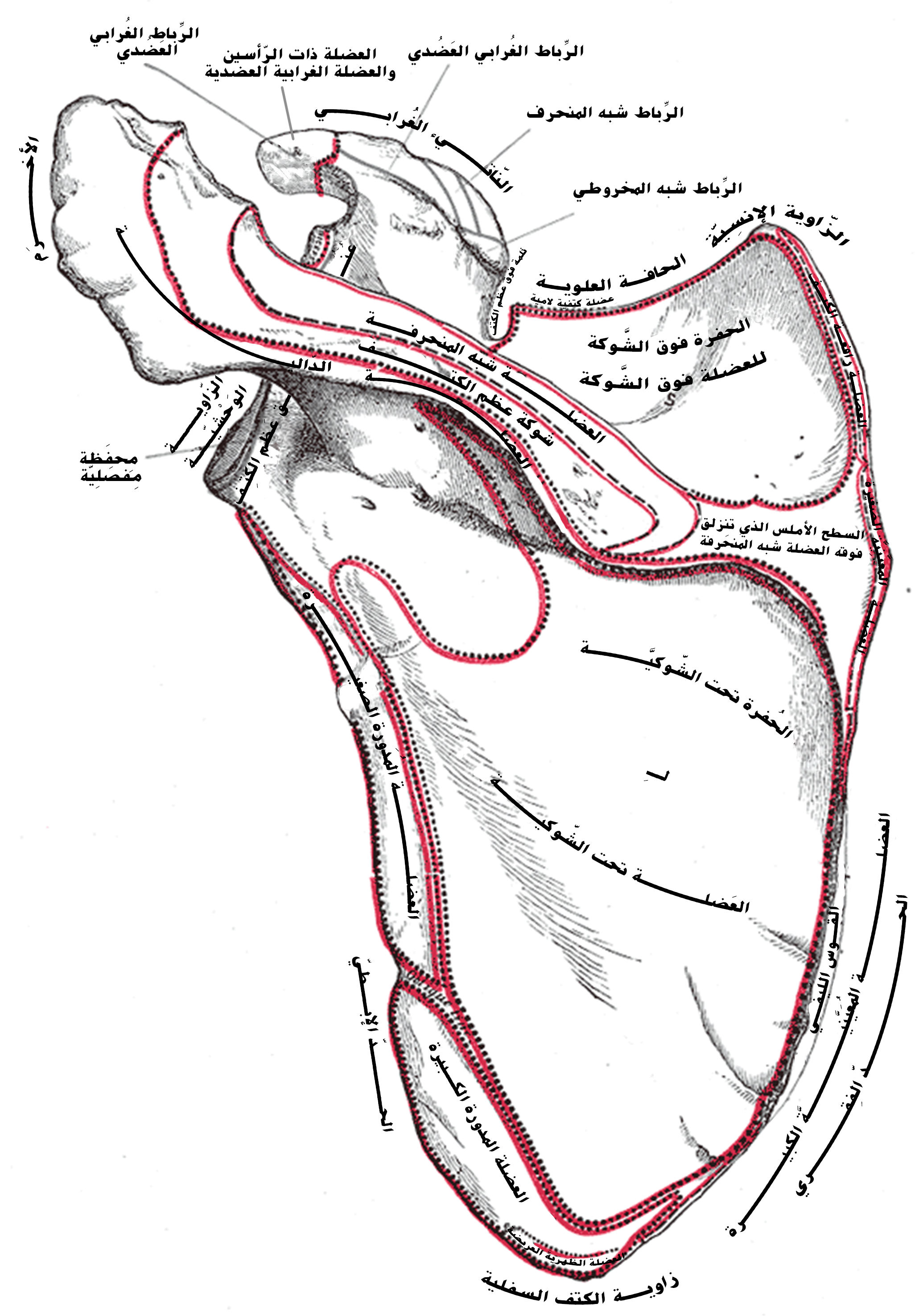
Left scapula. Dorsal surface.
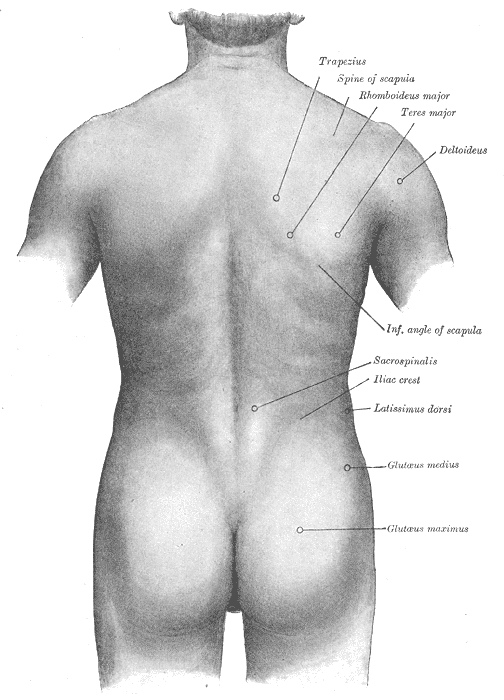
Surface anatomy of the back.